# 3M Championship
3M Championship là một giải golf tổ chức ở Minnesota. Giải thuộc hệ thống PGA Tour Champions và diễn ra hàng năm tại TPC Twin Cities ở Blaine, khu vực ngoại ô phía bắc Minneapolis. 3M với trụ sở tại Saint Paul, là nhà tài trợ chính của giải.
Giải đấu ra đời 32 năm trước tại Senior PGA Tour 1993 với tên Burnet Senior Classic và được tổ chức tại Sân golf Bunker Hills tại Coon Rapids. Sau 8 giải đấu, giải chuyển địa điểm sang sân TPC Twin Cities vào năm 2001, cũng là lúc 3M trở thành nhà tài trợ. Tổng tiền thưởng vào năm 2017 là 1,75 triệu đô la, người vô địch được 262.500 đô la.
Một phần chương trình của giải là "Greats of Golf Challenge," một trận đấu scramble diễn ra vào ngày thứ Bảy với sự tham dự của các đội bao gồm các nhà vô địch major và thành viên hall of fame của cả nam và nữ. Những tay golf gần đây tham dự có Jack Nicklaus, Gary Player, Lee Trevino và Nancy Lopez.
2018 là giải đấu 3M Championship cuối cùng và giải được thay thế bằng 3M Open thuộc PGA Tour từ năm 2019. Kenny Perry là nhà vô địch cuối cùng của giải, cũng là danh hiệu 3M Championship thứ ba của ông vào ngày 5 tháng 8 năm 2018.

## Nhà vô địch
| Năm                            | Thời gian          | Vô địch             | Quốc gia        | Điểm vô địch    | Cách biệt       | Tổng tiền ($)   |
| 3M Championship                | 3M Championship    | 3M Championship     | 3M Championship | 3M Championship | 3M Championship | 3M Championship |
| ------------------------------ | ------------------ | ------------------- | --------------- | --------------- | --------------- | --------------- |
| 2018                           | 3–5 thg 8          | Kenny Perry (3)     | Hoa Kỳ          | 195 (−21)       | 3 gậy           | 1.750.000       |
| 2017                           | 4–6 thg 8          | Paul Goydos         | Hoa Kỳ          | 196 (−20)       | Playoff         | 1.750.000       |
| 2016                           | 5–7 thg 8          | Joe Durant          | Hoa Kỳ          | 197 (−19)       | Playoff         | 1.750.000       |
| 2015                           | 31 thg 7 – 2 thg 8 | Kenny Perry (2)     | Hoa Kỳ          | 198 (−18)       | 4 gậy           | 1.750.000       |
| 2014                           | 1–3 thg 8          | Kenny Perry         | Hoa Kỳ          | 193 (−23)       | 1 gậy           | 1.750.000       |
| 2013                           | 2–4 thg 8          | Tom Pernice Jr.     | Hoa Kỳ          | 199 (−17)       | 1 gậy           | 1.750.000       |
| 2012                           | 3–5 thg 8          | Bernhard Langer (2) | Đức             | 198 (−18)       | 2 gậy           | 1.750.000       |
| 2011                           | 5–7 thg 8          | Jay Haas            | Hoa Kỳ          | 201 (−15)       | 1 gậy           | 1.750.000       |
| 2010                           | 6–8 thg 8          | David Frost         | Nam Phi         | 191 (−25)       | 7 gậy           | 1.750.000       |
| 2009                           | 10–12 thg 7        | Bernhard Langer     | Đức             | 200 (−16)       | 1 gậy           | 1.750.000       |
| 2008                           | 18–20 thg 7        | R. W. Eaks          | Hoa Kỳ          | 193 (−23)       | 6 gậy           | 1.750.000       |
| 2007                           | 3–5 thg 8          | D. A. Weibring      | Hoa Kỳ          | 198 (−18)       | 1 gậy           | 1.750.000       |
| 2006                           | 4–6 thg 8          | David Edwards       | Hoa Kỳ          | 204 (−12)       | 2 gậy           | 1.750.000       |
| 2005                           | 5–7 thg 8          | Tom Purtzer         | Hoa Kỳ          | 201 (−15)       | 1 gậy           | 1.750.000       |
| 2004                           | 6–8 thg 8          | Tom Kite            | Hoa Kỳ          | 203 (−13)       | 1 gậy           | 1.750.000       |
| 2003                           | 8–10 thg 8         | Wayne Levi          | Hoa Kỳ          | 205 (−11)       | 1 gậy           | 1.750.000       |
| 2002                           | 9–11 thg 8         | Hale Irwin (3)      | Hoa Kỳ          | 204 (−13)       | 3 gậy           | 1.750.000       |
| 2001                           | 10–12 thg 8        | Bruce Lietzke       | Hoa Kỳ          | 207 (−9)        | 2 gậy           | 1.750.000       |
| Coldwell Banker Burnet Classic |                    |                     |                 |                 |                 |                 |
| 2000                           | 4–6 thg 8          | Ed Dougherty        | Hoa Kỳ          | 197 (−19)       | 2 gậy           | 1.600.000       |
| 1999                           | 23–25 thg 7        | Hale Irwin (2)      | Hoa Kỳ          | 201 (−15)       | 2 gậy           | 1.500.000       |
| 1998                           | 8–9 thg 8          | Leonard Thompson    | Hoa Kỳ          | 134 (−10)^      | Playoff         | 1.500.000       |
| Burnet Senior Classic          |                    |                     |                 |                 |                 |                 |
| 1997                           | 18–20 thg 7        | Hale Irwin          | Hoa Kỳ          | 199 (−17)       | 2 gậy           | 1.350.000       |
| 1996                           | 19–21 thg 7        | Vicente Fernández   | Argentina       | 205 (−11)       | 1 gậy           | 1.250.000       |
| 1995                           | 11–13 thg 8        | Raymond Floyd       | Hoa Kỳ          | 201 (−15)       | 1 gậy           | 1.100.000       |
| 1994                           | 19–21 thg 8        | Dave Stockton       | Hoa Kỳ          | 203 (−13)       | 1 gậy           | 1.050.000       |
| 1993                           | 18–20 thg 6        | Chi-Chi Rodríguez   | Hoa Kỳ          | 201 (−15)       | 2 gậy           | 1.050.000       |

^ Giải đấu năm 1998 được rút ngắn xuống 36 hố do trời mưa
- Màu xanh lục là kỷ lục của giải